# عمر عبد الرزاق
عمر عبد الرزاق (من مواليد 12 مارس 1987 في سوريا) هو لاعب كرة قدم سوري، يلعب حالياً لنادي سترة في الدوري البحريني الممتاز.